# Departamento de Seguridad de Carreteras y Vehículos Motorizados de Florida

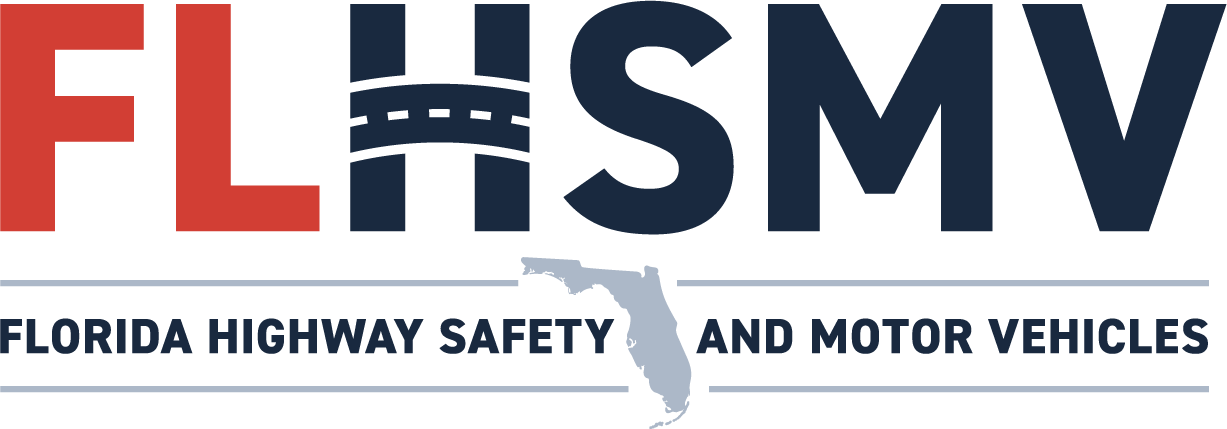
DHSMV

El Departamento de Seguridad de Carreteras y Vehículos Motorizados de Florida (Florida Department of Highway Safety and Motor Vehicles, DHSMV) es una agencia de Florida en los Estados Unidos. Tiene su sede en el Neil Kirkman Building en Tallahassee. El departamento distribuye licencias de conducir, registros de vehículos de motor, y títulos de vehículos de motor.